# Авідин

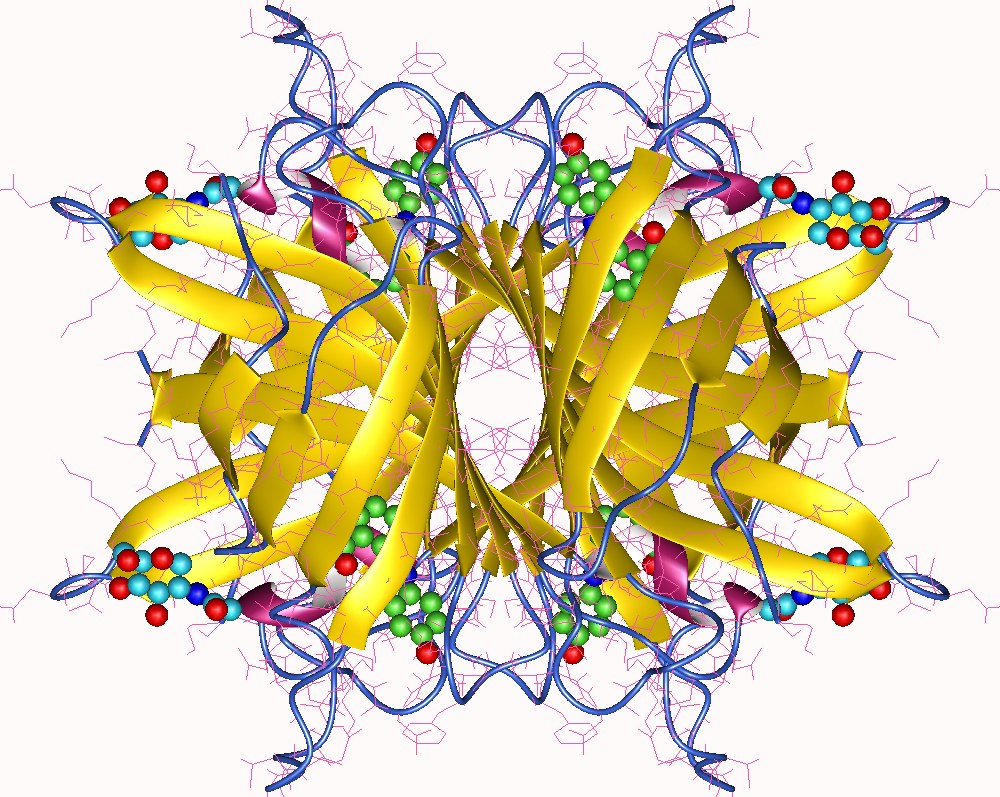
Структура тетрамеру авідину

Структура біотину

Авідин (лат. avis — птах або лат. avidus — жадібний, ненаситний) — тетрадимерний білок глікопротеїдної природи, який міститься у білковій масі яєць птахів, рептилій та земноводних. Крім того, зустрічаються димерні представники родини авідинів, що зустрічаються у деяких бактерій.  У білку курячого яйця авідин становить приблизно 0,05% від загального білка (приблизно 1800 мкг на яйце). При вживанні в їжу білка сирих яєць можуть розвиватися явища дефіциту      біотину.  

## Структура
У своїй тетрамерній формі розмір авідину становить 66–69 кДа. Тетрамерний білок містить чотири ідентичні субодиниці (гомотетрамер), кожна з яких може зв'язуватися з біотином (вітамін В7, вітамін Н). Авідин утворює міцний зв'язок з біотином завдяки наявності високої аффіності до цього вітаміну, що перешкоджає його всмоктуванню в кишечнику, а також використовується для блокування ендогеного біотину в клітинах при проведенні імуногістохімії. Константа дисоціації комплексу авідин-біотин, за оцінками, становить KD ≈ 10-15 М, що робить його одним із найміцніших відомих нековалентних зв’язків .

## Склад
10% молекулярної маси припадає на вуглеводи, що складаються з чотирьох-п’яти залишків манози та трьох N-ацетилглюкозаміну. Вуглеводні фрагменти авідину містять принаймні три унікальні структурні типи олігосахаридів, подібні за структурою та складом.

## Функції
Авідин утворює міцний зв'язок з біотином завдяки наявності високої аффіності до цього вітаміну, що перешкоджає його всмоктуванню в кишечнику, а також використовується для блокування ендогеного біотину в клітинах при проведенні імуногістохімії.Функціональний авідин міститься лише в сирому яйці, оскільки спорідненість білка з біотином руйнується під час варіння. Природна функція авідину в яйцях невідома.  Але вважається, що він утворюється в яйцепроводі і діє як інгібітор росту бактерій, а при зв’язуванні з біотином навпаки сприяє росту бактерій. Як доказ цього, стрептавідин, споріднений білок з такою ж спорідненістю до біотину та подібним місцем зв’язування, виробляється певними штамами бактерій роду Streptomyces і виконує роль  пригнічення росту конкуруючих бактеій.

## Історія відкриття

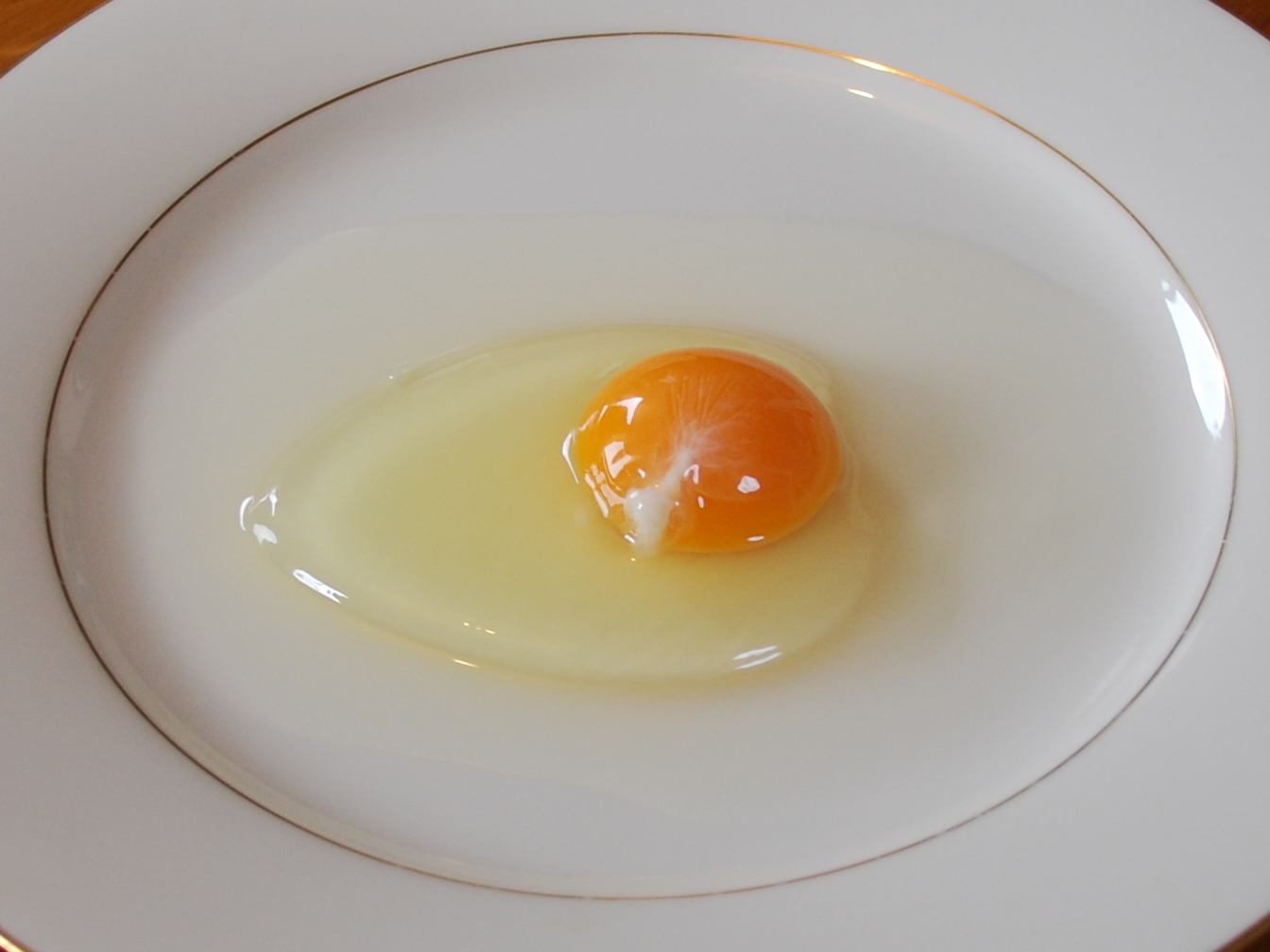
Сирий яєчний жовток в оточенні яєчного білка. Авідин вперше був виділений Есмондом Емерсоном Снеллом із білка сирого курячого яйця

Авідін був відкритий Есмондом Емерсоном Снеллом (1914–2003). Це відкриття почалося з того, що було помічено, що курчата, які харчувалися сирими яєчними білками, мали дефіцит біотину, незважаючи на наявність вітаміну в їх раціоні. Було зроблено висновок, що компонент яєчного білка секвеструє біотин, що Снелл підтвердив in vitro за допомогою дріжджового аналізу. Пізніше Снелл виділив компонент яєчного білка, відповідальний за зв’язування біотину, і у співпраці з іншим вченим, Полом Дьорді, підтвердив, що виділений яєчний білок був причиною дефіциту біотину або «пошкодження яєчного білка». У той час білок був умовно названий авідальбуміном (буквально «голодний альбумін») дослідниками Техаського університету. Пізніше назва білка була перетворена на «авідін» на основі його спорідненості з біотином (авід + біотин).

## Застосування
Усвідомлюючи силу та специфічність комплексу авідин-біотин, дослідники почали використовувати курячий авідин і стрептавідин як зонди та матриці спорідненості в численних дослідницьких проєктах. Незабаром після цього дослідники Баєр і Вільчек розробили нові методи та реагенти для біотинілювання антитіл та інших біомолекул, що дозволило перенести систему авідин-біотин у низку біотехнологічних застосувань.  Сьогодні авідин використовується в різноманітних сферах застосування, починаючи від досліджень і діагностики до медичних пристроїв і фармацевтичних препаратів. Наприклад, комплекс авідин-біотин використовується для локалізації актину та міозину за допомогою флуоресцентної мікроскопії.
Спорідненість авідину з біотином використовується в широкому діапазоні біохімічних аналізів, включаючи вестерн-блот, ELISA, ELISPOT.  У деяких випадках використання біотинільованих антитіл дозволило замінити мічені радіоактивним йодом антитіла в системах радіоімунологічного аналізу, щоб отримати систему аналізу, яка не є радіоактивною.
Авідин, іммобілізований на твердих носіях, також використовується як очисне середовище для захоплення мічених біотином білків або молекул нуклеїнових кислот. Наприклад, білки клітинної мембрани можуть бути спеціально помічені непроникним для мембрани біотиновим реагентом, а потім спеціально захоплені за допомогою носія на основі авідину.

## Модифіковані форми
Як основно заряджений глікопротеїн, авідин демонструє неспецифічне зв’язування в деяких застосуваннях. Нейтравідин, деглікозильований авідин з модифікованими аргінінами, демонструє більш нейтральну ізоелектричну точку (pI) і доступний як альтернатива нативному авідину, коли виникають проблеми неспецифічного зв’язування. Деглікозильовані нейтральні форми курячого авідину доступні у компаніях Sigma-Aldrich (Extravidin), Thermo Scientific (NeutrAvidin), Invitrogen (NeutrAvidin) і e-Proteins (NeutraLite).

Враховуючи міцність зв’язку авідин-біотин, дисоціація комплексу авідин-біотин потребує екстремальних умов, які викликають денатурацію білка. Необоротний характер комплексу авідин-біотин може обмежити застосування авідину в програмах афінної хроматографії. Дослідники створили авідин із оборотними характеристиками зв’язування шляхом нітрування або йодування тирозину в місці зв’язування. Модифікований авідин демонструє сильні характеристики зв’язування біотину при pH 4 і вивільнення біотину при pH 10 і вище. Мономерна форма авідину зі зниженою афінністю до біотину також використовується в багатьох комерційно доступних афінних смолах. Мономерний авідин створюється шляхом обробки іммобілізованого нативного авідину сечовиною або гуанідином HCl (6–8 М), що дає йому нижчу дисоціацію KD ≈ 10–7 М. Це робить можливим елюції з матриці авідину відбуватися в більш м’яких умовах без денатурації білка, використовуючи низькі концентрації біотину або умови з низьким рН. Для однієї ділянки зв’язування біотину з високою спорідненістю без зшивання можна використовувати моновалентну версію стрептавідину.

## Блокування зв'язування біотину
Термічна стабільність і біотинзв'язуюча активність авідину становлять як практичний, так і теоретичний інтерес для дослідників, оскільки стабільність авідину є надзвичайно високою. Дослідження 1966 року, опубліковане в Biochemical and Biophysical Research Communications, показало, що структура авідину залишається стабільною при температурі нижче 70 °C (158 °F). При температурі вище 70 °C структура авідину швидко руйнується, а до 85 °C (185 °F) спостерігається значна втрата структури та втрата здатності зв'язувати біотин.  Аналіз, проведений у 1991 році для Journal of Food Science, виявив значну активність авідину у вареному яєчному білку: «середня залишкова активність авідину у смаженому, відвареному без шкарлупи (яйце пашот) та вареному (2 хвилини) яєчному білку становила 33, 71 та 40% від активності сирого яєчного білка. За результатами аналізу було припущено, що часу приготування було недостатньо для належного нагрівання всіх холодних точок у яєчному білку. Повна інактивація здатності авідину зв'язувати біотин вимагає кип'ятіння протягом більше 4 хвилин.
Дослідження 1992 року показало, що термічна інактивація біотинзв’язувальної активності авідину описується D121 °C = 25 хв і z = 33 °C. Результати цього дослідження протирічить попередньому припущенню, що сайт зв’язування авідину руйнується під час теплової денатурації.

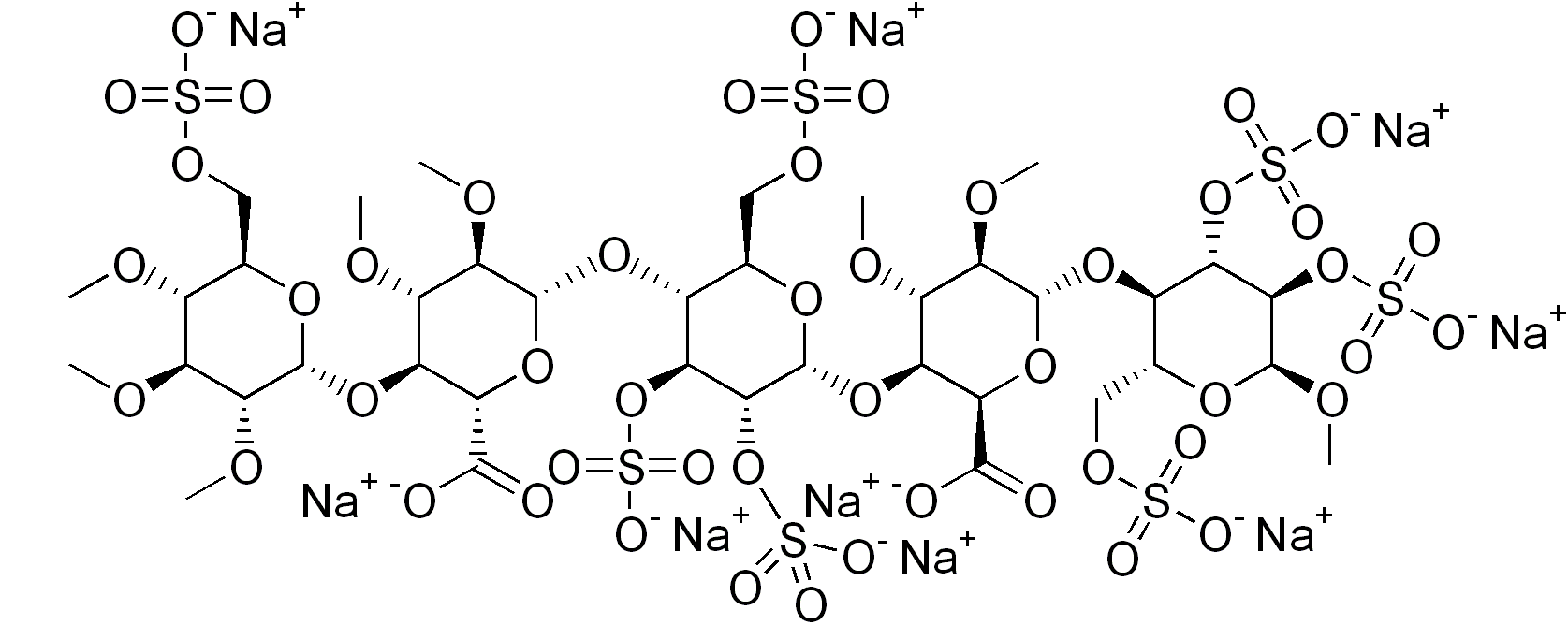
Ідрапаринукс натрію - антикоагулянтний препарат, розробленим компанією Sanofi-Aventis.

Властивості авідину, що зв’язує біотин, були використані під час розробки ідрабіотапаринуксу, низькомолекулярного гепарину тривалої дії, який використовується для лікування венозного тромбозу. Шляхом додавання частини біотину до молекули ідрапаринуксу утворився ідрабіотапаринукс; його антикоагулянтну активність під час кровотечі можна скасувати шляхом внутрішньовенної інфузії авідину.